# Taner Alpak
Taner Alpak (* 27. November 1967 in Istanbul) ist ein ehemaliger türkischer Fußballspieler und heutiger -trainer.

## Karriere

### Sportliche Karriere
Alpak spielte bis 1990 für Fatih Karagümrük SK. Zur Saison 1990/91 wechselte der Stürmer zu Galatasaray Istanbul. Hier spielte er zwei Spielzeiten und kam zu 15 Ligaspielen und traf einmal das Tor. Seine erfolgreichste Zeit war von 1999 bis 2000 beim Drittligisten Beykozspor. Hier machte er in 39 Spielen 16 Tore.
Taner Alpak beendete seine Karriere im Sommer 2005 bei Küçükçekmecespor.

### Trainerkarriere
Taner Alpak wurde im August 2007 bei Bursaspor Co-Trainer von Bülent Korkmaz. Beide spielten gemeinsam von 1990 bis 1992 für Galatasaray. Mit der Entlassung von Bülent Korkmaz im Oktober 2007 verließ Alpak ebenfalls Bursaspor. Kurze Zeit später war Alpak in der Jugend von Gençlerbirliği Ankara tätig. Von 2010 bis 2017 arbeitete der ehemalige Stürmer für die Jugend von Galatasaray Istanbul.

## Erfolge
Galatasaray Istanbul
- Türkischer Fußballpokal: 1991